# USS Mahan (DDG-72)
USS Mahan (DDG-72) – amerykański niszczyciel Aegis typu Arleigh Burke wersji Flight II, o ulepszonej charakterystyce taktyczno-technicznej dla celów obrony obszaru powietrznego. Jako okręt swojego podtypu, przeznaczony jest do uzupełniania krążowników AEGIS typu Ticonderoga w obronie przeciwlotniczej i przeciwrakietowej lotniskowcowych grup uderzeniowych.
Stępkę pod okręt położono 17 sierpnia 1995 roku w stoczni Bath Iron Works, gdzie został zwodowany 29 czerwca 1996 roku, po czym 14 lutego 1998 roku został przyjęty do służby operacyjnej w amerykańskiej marynarce wojennej, z portem macierzystym Naval Station Norfolk w stanie Wirginia.
Przy konstrukcji kadłuba i nadbudówek tego okrętu wykorzystano doświadczenia wynikające z kolizji krążownika USS „Belknap” (CG-26) z lotniskowcem USS „John F. Kennedy” (CV-67) w 1975 roku oraz z zatopienia brytyjskiego niszczyciela HMS „Sheffield” w wyniku uszkodzeń powstałych na skutek trafienia pociskiem Exocet podczas wojny o Falklandy. Konstrukcja kadłuba o długości 153,8 metra została wzmocniona w celu zwiększenia odporności na działanie nadciśnienia fali uderzeniowej powstającej przy eksplozjach, odłamków oraz pożarów. Zwiększona została także odporność okrętu na działanie impulsów elektromagnetycznych (EMP). Żywotne części okrętu pokryte są kevlarowym opancerzeniem o masie 130 ton.
Zestaw sensorów jednostki stanowią radar nawigacyjny SPS-64(V)9, radar przeszukiwania powierzchni SPS-67(V)3/4 oraz cztery wielofunkcyjne radary z aktywnym elektronicznym skanowaniem fazowym SPY-1D o kącie pokrycia 360°. Ponadto okręt wyposażony jest w sonar dziobowy SQS-53C(V)1 oraz sonar holowany SQR-19B TACTAS do wykrywania i śledzenia okrętów podwodnych. Elektroniczne systemy samoobrony stanowią system pułapek przeciwtorpedowych SLQ-25A Nixie oraz system walki elektronicznej SLQ-32(V)3.
Uzbrojenie okrętu, obok przeciwpodwodnych torped lekkich Mk. 46 i Mk. 50, stanowi 90 rakietowych pocisków przeciwlotniczych średniego zasięgu Standard Missile 2 Block IIIA lub IIIB, pocisków manewrujących woda-ziemia RGM-109 Tomahawk (TLAM-C/D) i rakietotorped ZOP VL-ASROC w wyrzutniach VLS oraz osiem przeciwokrętowych pocisków manewrujących RGM-84 Harpoon w 2 czterokomorowych wyrzutniach Mk. 141. Na uzbrojenie artyleryjskie jednostki składają się dwie armaty 127 mm /54 oraz dwa wielolufowe artyleryjskie systemy obrony bezpośredniej (CIWS) Vulcan Phalanx kalibru 20 mm. Okręt nie ma na swoim wyposażeniu śmigłowca, jednakże jest wyposażony w lądowisko dla tego rodzaju statków powietrznych wraz z niezbędnym wyposażeniem elektronicznym LAMPS 3.
Aktualnie współdziała w składzie zespołu VI Floty Stanów Zjednoczonych na Morzu Śródziemnym, w roku 2007 brał natomiast udział w ćwiczeniach BALTOPS na Bałtyku.